# Vòng loại Giải vô địch bóng đá thế giới 1998 – Khu vực Nam Mỹ
Vòng loại Giải vô địch bóng đá thế giới 1998 – Khu vực Nam Mỹ là một phần của Vòng loại Giải vô địch bóng đá thế giới 1998, được tổ chức nhằm chọn ra 5 đội tham dự FIFA World Cup 1998.
Khu vực Nam Mỹ được FIFA phân bổ 5 suất (trong tổng số 32 suất) tham dự Giải vô địch bóng đá thế giới 1998. Brasil được đặc cách vào thẳng giải đấu do là đương kim vô địch, 9 đội còn lại tranh tài để giành 4 vé còn lại tham dự FIFA World Cup 1998.
Đây là lần đầu tiên Vòng loại FIFA World Cup khu vực Nam Mỹ được tổ chức theo thể thức vòng tròn hai lượt sân nhà và sân khách. Các kỳ Vòng loại FIFA World Cup sau đều được tổ chức theo thể thức này.

## Thể thức
9 đội bóng được xếp vào cùng một bảng. Các đội thi đấu với nhau hai lượt trận sân nhà và sân khách để chọn ra 4 đội bóng dẫn đầu (dựa trên điểm số, hiệu số bàn thắng bại, thành tích đối đầu và các tiêu chí khác) giành quyền tham dự FIFA World Cup 1998.
Kể từ vòng loại này, một trận thắng được tính là 3 điểm (trước đây là 2 điểm), một trận hòa là 01 điểm và một trận thua thì không có điểm.

## Bảng xếp hạng chung cuộc
| VT | Đội       | ST | T | H | B  | BT | BB | HS  | Đ  | Giành quyền tham dự |     |     |     |     |     |     |     |     |     |     |
| -- | --------- | -- | - | - | -- | -- | -- | --- | -- | ------------------- | --- | --- | --- | --- | --- | --- | --- | --- | --- | --- |
| 1  | Argentina | 16 | 8 | 6 | 2  | 23 | 13 | +10 | 30 | FIFA World Cup 1998 |     |     | 1–1 | 1–1 | 1–1 | 2–0 | 2–1 | 0–0 | 3–1 | 2–0 |
| 2  | Paraguay  | 16 | 9 | 2 | 5  | 21 | 14 | +7  | 29 | FIFA World Cup 1998 |     | 1–2 |     | 2–1 | 2–1 | 2–1 | 1–0 | 3–1 | 2–1 | 1–0 |
| 3  | Colombia  | 16 | 8 | 4 | 4  | 23 | 15 | +8  | 28 | FIFA World Cup 1998 |     | 0–1 | 1–0 |     | 4–1 | 0–1 | 1–0 | 3–1 | 3–0 | 1–0 |
| 4  | Chile     | 16 | 7 | 4 | 5  | 32 | 18 | +14 | 25 | FIFA World Cup 1998 |     | 1–2 | 2–1 | 4–1 |     | 4–0 | 4–1 | 1–0 | 3–0 | 6–0 |
| 5  | Perú      | 16 | 7 | 4 | 5  | 19 | 20 | −1  | 25 |                     |     | 0–0 | 1–0 | 1–1 | 2–1 |     | 1–1 | 2–1 | 2–1 | 4–1 |
| 6  | Ecuador   | 16 | 6 | 3 | 7  | 22 | 21 | +1  | 21 |                     | 2–0 | 2–1 | 0–1 | 1–1 | 4–1 |     | 4–0 | 1–0 | 1–0 |     |
| 7  | Uruguay   | 16 | 6 | 3 | 7  | 18 | 21 | −3  | 21 |                     | 0–0 | 0–2 | 1–1 | 1–0 | 2–0 | 5–3 |     | 1–0 | 3–1 |     |
| 8  | Bolivia   | 16 | 4 | 5 | 7  | 18 | 21 | −3  | 17 |                     | 2–1 | 0–0 | 2–2 | 1–1 | 0–0 | 2–0 | 1–0 |     | 6–1 |     |
| 9  | Venezuela | 16 | 0 | 3 | 13 | 8  | 41 | −33 | 3  |                     | 2–5 | 0–2 | 0–2 | 1–1 | 0–3 | 1–1 | 0–2 | 1–1 |     |     |

## Các trận đấu

### Vòng 1
| Venezuela | 0–2      | Uruguay               |
| --------- | -------- | --------------------- |
|           | (Report) | Otero 54' · Poyet 77' |

| Ecuador                                     | 4–1      | Perú         |
| ------------------------------------------- | -------- | ------------ |
| Hurtado 54', 88' · Tenorio 65' · Gavica 78' | (Report) | Palacios 62' |

| Colombia     | 1–0      | Paraguay |
| ------------ | -------- | -------- |
| Asprilla 53' | (Report) |          |

| Argentina                      | 3–1      | Bolivia        |
| ------------------------------ | -------- | -------------- |
| Ortega 8', 18' · Batistuta 49' | (Report) | Baldivieso 42' |

### Vòng 2
| Ecuador                   | 2–0      | Argentina |
| ------------------------- | -------- | --------- |
| Montaño 51' · Hurtado 89' | (Report) |           |

| Uruguay | 0–2      | Paraguay             |
| ------- | -------- | -------------------- |
|         | (Report) | Arce 10' · Rojas 88' |

| Venezuela | 1–1      | Chile        |
| --------- | -------- | ------------ |
| Guerra 8' | (Report) | Margas 90+5' |

| Perú        | 1–1      | Colombia        |
| ----------- | -------- | --------------- |
| Reynoso 47' | (Report) | Aristizábal 60' |

### Vòng 3
| Chile                                     | 4–1      | Ecuador      |
| ----------------------------------------- | -------- | ------------ |
| Zamorano 25', 86' · Salas 75' · Estay 83' | (Report) | Aguinaga 73' |

| Colombia                                    | 3–1      | Uruguay    |
| ------------------------------------------- | -------- | ---------- |
| Asprilla 7' · Valderrama 20' · De Ávila 78' | (Report) | Cedrés 57' |

| Perú | 0–0      | Argentina |
| ---- | -------- | --------- |
|      | (Report) |           |

| Bolivia                                                                                      | 6–1      | Venezuela             |
| -------------------------------------------------------------------------------------------- | -------- | --------------------- |
| Sandy 4' · Etcheverry 41' (ph.đ.) · Baldivieso 61' · Coimbra 67' · Suarez 78' · Paniagua 85' | (Report) | Tortolero 65' (ph.đ.) |

### Vòng 4
| Ecuador     | 1–0      | Venezuela |
| ----------- | -------- | --------- |
| Aguinaga 4' | (Report) |           |

| Bolivia | 0–0      | Perú |
| ------- | -------- | ---- |
|         | (Report) |      |

| Colombia                             | 4–1      | Chile                |
| ------------------------------------ | -------- | -------------------- |
| Asprilla 3', 31', 47' · Bermúdez 43' | (Report) | Zamorano 56' (ph.đ.) |

| Argentina     | 1–1      | Paraguay      |
| ------------- | -------- | ------------- |
| Batistuta 27' | (Report) | Chilavert 42' |

### Vòng 5
| Uruguay  | 1–0      | Bolivia |
| -------- | -------- | ------- |
| Moas 72' | (Report) |         |

| Ecuador | 0–1      | Colombia     |
| ------- | -------- | ------------ |
|         | (Report) | Asprilla 72' |

| Venezuela                 | 2–5      | Argentina                                                           |
| ------------------------- | -------- | ------------------------------------------------------------------- |
| Savarese 7' · Dudamel 87' | (Report) | Ortega 35' · Sorín 65' · Simeone 77' · Morales 86' · Albornoz 90+1' |

| Paraguay                   | 2–1      | Chile      |
| -------------------------- | -------- | ---------- |
| Gamarra 24' · Rivarola 63' | (Report) | Margas 22' |

### Vòng 6
| Bolivia                | 2–2      | Colombia                       |
| ---------------------- | -------- | ------------------------------ |
| Sandy 15' · Moreno 44' | (Report) | Serna 40' (ph.đ.) · Rincón 54' |

| Perú                                         | 4–1      | Venezuela |
| -------------------------------------------- | -------- | --------- |
| Reynoso 4' · Julinho 21' · Palacios 49', 83' | (Report) | Díaz 78'  |

| Paraguay    | 1–0      | Ecuador |
| ----------- | -------- | ------- |
| Benítez 24' | (Report) |         |

| Chile     | 1–0      | Uruguay |
| --------- | -------- | ------- |
| Salas 60' | (Report) |         |

### Vòng 7
| Bolivia | 0–0      | Paraguay |
| ------- | -------- | -------- |
|         | (Report) |          |

| Venezuela | 0–2      | Colombia                     |
| --------- | -------- | ---------------------------- |
|           | (Report) | Bermúdez 7' · Valenciano 50' |

| Argentina             | 1–1      | Chile       |
| --------------------- | -------- | ----------- |
| Batistuta 76' (ph.đ.) | (Report) | Cornejo 52' |

| Uruguay                     | 2–0      | Perú |
| --------------------------- | -------- | ---- |
| Montero 2' · Bengoechea 38' | (Report) |      |

### Vòng 8
| Venezuela | 0–2      | Paraguay                |
| --------- | -------- | ----------------------- |
|           | (Report) | Benítez 6' · Enciso 62' |

| Bolivia                    | 2–0      | Ecuador |
| -------------------------- | -------- | ------- |
| Moreno 7' · Etcheverry 12' | (Report) |         |

| Uruguay | 0–0      | Argentina |
| ------- | -------- | --------- |
|         | (Report) |           |

| Perú                       | 2–1      | Chile        |
| -------------------------- | -------- | ------------ |
| Maestri 15' · Palacios 34' | (Report) | Zamorano 88' |

### Vòng 9
| Ecuador                                    | 4–0      | Uruguay |
| ------------------------------------------ | -------- | ------- |
| Aguinaga 6' · Delgado 68', 76' · Chalá 87' | (Report) |         |

| Bolivia   | 1–1      | Chile        |
| --------- | -------- | ------------ |
| Soria 28' | (Report) | González 44' |

| Colombia | 0–1      | Argentina |
| -------- | -------- | --------- |
|          | (Report) | López 10' |

| Paraguay                 | 2–1      | Perú       |
| ------------------------ | -------- | ---------- |
| Rivarola 12' · Rojas 40' | (Report) | Pereda 33' |

### Vòng 10
| Bolivia                   | 2–1      | Argentina            |
| ------------------------- | -------- | -------------------- |
| Sandy 8' · Ochoaizpur 48' | (Report) | Gorosito 41' (ph.đ.) |

| Perú         | 1–1      | Ecuador              |
| ------------ | -------- | -------------------- |
| Palacios 58' | (Report) | Aguinaga 78' (ph.đ.) |

| Uruguay                                     | 3–1      | Venezuela     |
| ------------------------------------------- | -------- | ------------- |
| De Los Santos 29' · Montero 46' · Otero 59' | (Report) | Castellín 55' |

| Paraguay                      | 2–1      | Colombia          |
| ----------------------------- | -------- | ----------------- |
| Galeano 30' (l.n.) · Soto 82' | (Report) | Serna 80' (ph.đ.) |

### Vòng 11
| Chile                                        | 6–0      | Venezuela |
| -------------------------------------------- | -------- | --------- |
| Zamorano 19', 27', 32', 47', 85' · Reyes 66' | (Report) |           |

| Argentina               | 2–1      | Ecuador      |
| ----------------------- | -------- | ------------ |
| Ortega 18' · Crespo 30' | (Report) | Aguinaga 73' |

| Paraguay                                   | 3–1      | Uruguay   |
| ------------------------------------------ | -------- | --------- |
| Rojas 37' · Cardozo 73' (ph.đ.) · Soto 83' | (Report) | Silva 87' |

| Colombia | 0–1      | Perú       |
| -------- | -------- | ---------- |
|          | (Report) | Pereda 62' |

### Vòng 12
| Ecuador      | 1–1      | Chile     |
| ------------ | -------- | --------- |
| Graziani 43' | (Report) | Salas 53' |

| Argentina                | 2–0      | Perú |
| ------------------------ | -------- | ---- |
| Crespo 44' · Simeone 46' | (Report) |      |

| Uruguay  | 1–1      | Colombia   |
| -------- | -------- | ---------- |
| Silva 6' | (Report) | Ricard 47' |

| Venezuela    | 1–1      | Bolivia      |
| ------------ | -------- | ------------ |
| Savarese 70' | (Report) | Castillo 80' |

### Vòng 13
| Chile                                      | 4–1      | Colombia   |
| ------------------------------------------ | -------- | ---------- |
| Salas 16', 26', 41' · Zamorano 90' (ph.đ.) | (Report) | Ricard 52' |

| Paraguay          | 1–2      | Argentina                |
| ----------------- | -------- | ------------------------ |
| Acuña 59' (ph.đ.) | (Report) | Gallardo 30' · Verón 41' |

| Perú                | 2–1      | Bolivia       |
| ------------------- | -------- | ------------- |
| Carty 9' · Soto 53' | (Report) | Cristaldo 56' |

| Venezuela   | 1–1      | Ecuador     |
| ----------- | -------- | ----------- |
| Miranda 75' | (Report) | Hurtado 55' |

### Vòng 14
| Argentina            | 2–0      | Venezuela |
| -------------------- | -------- | --------- |
| Crespo 31' · Paz 58' | (Report) |           |

| Bolivia        | 1–0      | Uruguay |
| -------------- | -------- | ------- |
| Etcheverry 75' | (Report) |         |

| Colombia     | 1–0      | Ecuador |
| ------------ | -------- | ------- |
| de Ávila 83' | (Report) |         |

| Chile                    | 2–1      | Paraguay     |
| ------------------------ | -------- | ------------ |
| Zamorano 9' (ph.đ.), 51' | (Report) | Brizuela 61' |

### Vòng 15
| Uruguay   | 1–0      | Chile |
| --------- | -------- | ----- |
| Otero 20' | (Report) |       |

| Colombia                                            | 3–0      | Bolivia |
| --------------------------------------------------- | -------- | ------- |
| De Ávila 1' · Valderrama 30' (ph.đ.) · Asprilla 76' | (Report) |         |

| Ecuador                     | 2–1      | Paraguay |
| --------------------------- | -------- | -------- |
| Aguinaga 53' · Graziani 72' | (Report) | Báez 5'  |

| Venezuela | 0–3      | Perú                                    |
| --------- | -------- | --------------------------------------- |
|           | (Report) | Marengo 14' · Julinho 54' · Maestri 81' |

### Vòng 16
| Chile     | 1–2      | Argentina                |
| --------- | -------- | ------------------------ |
| Salas 34' | (Report) | Gallardo 25' · López 86' |

| Perú                     | 2–1      | Uruguay    |
| ------------------------ | -------- | ---------- |
| Palacios 57' · Carty 60' | (Report) | Recoba 43' |

| Colombia    | 1–0      | Venezuela |
| ----------- | -------- | --------- |
| Cabrera 68' | (Report) |           |

| Paraguay                  | 2–1      | Bolivia    |
| ------------------------- | -------- | ---------- |
| Benítez 26' · Gamarra 37' | (Report) | Suárez 58' |

### Vòng 17
| Argentina | 0–0      | Uruguay |
| --------- | -------- | ------- |
|           | (Report) |         |

| Chile                           | 4–0      | Perú |
| ------------------------------- | -------- | ---- |
| Salas 13', 82', 88' · Reyes 58' | (Report) |      |

| Paraguay   | 1–0      | Venezuela |
| ---------- | -------- | --------- |
| Torres 68' | (Report) |           |

| Ecuador      | 1–0      | Bolivia |
| ------------ | -------- | ------- |
| Graziani 27' | (Report) |         |

### Vòng 18
| Argentina   | 1–1      | Colombia       |
| ----------- | -------- | -------------- |
| Cáceres 69' | (Report) | Valderrama 10' |

| Uruguay                                           | 5–3      | Ecuador               |
| ------------------------------------------------- | -------- | --------------------- |
| Saralegui 3', 12' · Abreu 48', 52' · Aguilera 63' | (Report) | Graziani 2', 59', 68' |

| Perú     | 1–0      | Paraguay |
| -------- | -------- | -------- |
| Soto 37' | (Report) |          |

| Chile                                 | 3–0      | Bolivia |
| ------------------------------------- | -------- | ------- |
| Barrera 23' · Salas 40' · Carreño 84' | (Report) |         |

## Các đội vượt qua vòng loại
| Đội       | Tư cách           | Ngày vượt qua        | Các lần tham dự FIFA World Cup trước đây1                                                     |
| --------- | ----------------- | -------------------- | --------------------------------------------------------------------------------------------- |
| Brasil    | Đương kim vô địch | 17 tháng 7 năm 1994  | 15 (1930, 1934, 1938, 1950, 1954, 1958, 1962, 1966, 1970, 1974, 1978, 1982, 1986, 1990, 1994) |
| Argentina | Nhất bảng         | 10 tháng 9 năm 1997  | 11 (1930, 1934, 1958, 1962, 1966, 1974, 1978, 1982, 1986, 1990, 1994)                         |
| Paraguay  | Nhì bảng          | 10 tháng 9 năm 1997  | 4 (1930, 1950, 1958, 1986)                                                                    |
| Colombia  | Hạng ba           | 10 tháng 9 năm 1997  | 3 (1962, 1990, 1994)                                                                          |
| Chile     | Hạng tư           | 16 tháng 11 năm 1997 | 6 (1930, 1950, 1962, 1966, 1974, 1982)                                                        |

1 Im đậm là năm vô địch. In nghiêng là năm làm nước chủ nhà.

## Danh sách ghi bàn
Có 184 bàn thắng được ghi sau 72 trận đấu (trung bình 2,56 bàn thắng/trận).
12 bàn thắng
- Iván Zamorano

11 bàn thắng
- Marcelo Salas

7 bàn thắng
- Faustino Asprilla

6 bàn thắng
- Álex Aguinaga
- Ariel Graziani
- Roberto Palacios

4 bàn thắng
- Ariel Ortega

3 bàn thắng
- Gabriel Batistuta
- Hernán Crespo
- Marco Etcheverry
- Marco Sandy
- Antony de Ávila
- Carlos Valderrama
- Eduardo Hurtado
- Miguel Ángel Benítez
- Arístides Rojas
- Marcelo Otero

2 bàn thắng
- Marcelo Gallardo
- Claudio López
- Diego Simeone
- Julio Baldivieso
- Jaime Moreno
- Berthy Suárez
- Javier Margas
- Pedro Reyes
- Jorge Bermúdez
- Hamilton Ricard
- Mauricio Serna
- Agustín Delgado
- Carlos Gamarra
- Derlis Soto
- Catalino Rivarola
- Germán Carty
- Juan Reynoso Guzmán
- Julinho
- Flavio Maestri
- José Pereda
- Jorge Soto
- Sebastián Abreu
- Paolo Montero
- Marcelo Saralegui
- Darío Silva
- Giovanni Savarese

1 bàn thắng
- José Albornoz
- Fernando Cáceres
- Néstor Gorosito
- Hugo Morales
- Pablo Paz
- Juan Pablo Sorín
- Juan Sebastián Verón
- Ramiro Castillo
- Milton Coimbra
- Luis Cristaldo
- Fernando Ochoaizpur
- Roly Paniagua
- Vladimir Soria
- Rodrigo Barrera
- Juan Carreño López
- Fernando Cornejo
- Fabián Estay
- Pedro González Vera
- Víctor Aristizábal
- Wilmer Cabrera
- Freddy Rincón
- Iván Valenciano
- Cléber Chalá
- José Gavica
- Iván Hurtado
- Alberto Montaño
- Máximo Tenorio
- Roberto Acuña
- Francisco Arce
- Richard Báez
- Hugo Brizuela
- José Cardozo
- José Luis Chilavert
- Julio César Enciso
- Félix Ricardo Torres
- Manuel Marengo
- Carlos Aguilera
- Pablo Bengoechea
- Gabriel Cedrés
- Eber Moas
- Gustavo Poyet
- Álvaro Recoba
- Gonzalo de los Santos
- Rafael Castellín
- Gerson Díaz
- Rafael Dudamel
- Dioni Guerra
- Gabriel Miranda
- Edson Tortolero

1 bàn phản lưới nhà
- Hugo Galeano (trong trận gặp Paraguay)